# Campbell Parrish
Pour les articles homonymes, voir Parrish.
Campbell Parrish, né le 13 décembre 2004 à Vancouver,, est un coureur cycliste canadien. Il participe à des compétitions sur route et sur piste.

## Biographie
Campbell Parrish est originaire de Vancouver. Il commence le cyclisme vers l'âge de huit ans pour accompagner son père lors de sorties à vélo. Chez les juniors, il se distingue en devenant champion du Canada du contre-la-montre en 2022. Il remporte également une étape du Tour de l'Abitibi, dans le calendrier de la Coupe des Nations Juniors. Grâce à ses performances, il est régulièrement sélectionné en équipe nationale. Il représente ainsi son pays aux championnats du monde juniors, sur route mais aussi sur piste.
En 2023, il décroche l'or dans la poursuite par équipes aux Jeux panaméricains, en compagnie de plusieurs compatriotes. Dans cette même discipline, il participe aux championnats du monde de 2024, où la délégation canadienne prend la sixième place. Il finit par ailleurs troisième du championnat du Canada du contre-la-montre espoirs. 

## Palmarès sur route

### Par année
- 2021
  - 2e du championnat du Canada du contre-la-montre juniors
- 2022
  -  Champion du Canada du contre-la-montre juniors
- 2023
  - Tour de Bloom :
    - Classement général
    - 1re et 2e (contre-la-montre) étapes
- 2024
  - 3e étape du Tour de Bloom (contre-la-montre)
  - 3e du championnat du Canada du contre-la-montre espoirs
- 2025
  - 3e du championnat du Canada du contre-la-montre espoirs

### Classements mondiaux
| Année            | 2023 | 2025 |
| ---------------- | ---- | ---- |
| UCI America Tour | 432e | 319e |

## Palmarès sur piste

### Jeux panaméricains
- Santiago 2023
  -  Médaillé d'or de la poursuite par équipes (avec Carson Mattern, Michael Foley, Chris Ernst et Sean Richardson)

### Championnats nationaux
- 2021
  - 2e du championnat du Canada de poursuite par équipes juniors
- 2024
  - 2e du championnat du Canada du scratch
- 2025
  - 2e du championnat du Canada de l'américaine